# Acacia anceps
Acacia anceps är en ärtväxtart som beskrevs av Dc. Acacia anceps ingår i släktet akacior, och familjen ärtväxter. Inga underarter finns listade i Catalogue of Life.

## Bildgalleri

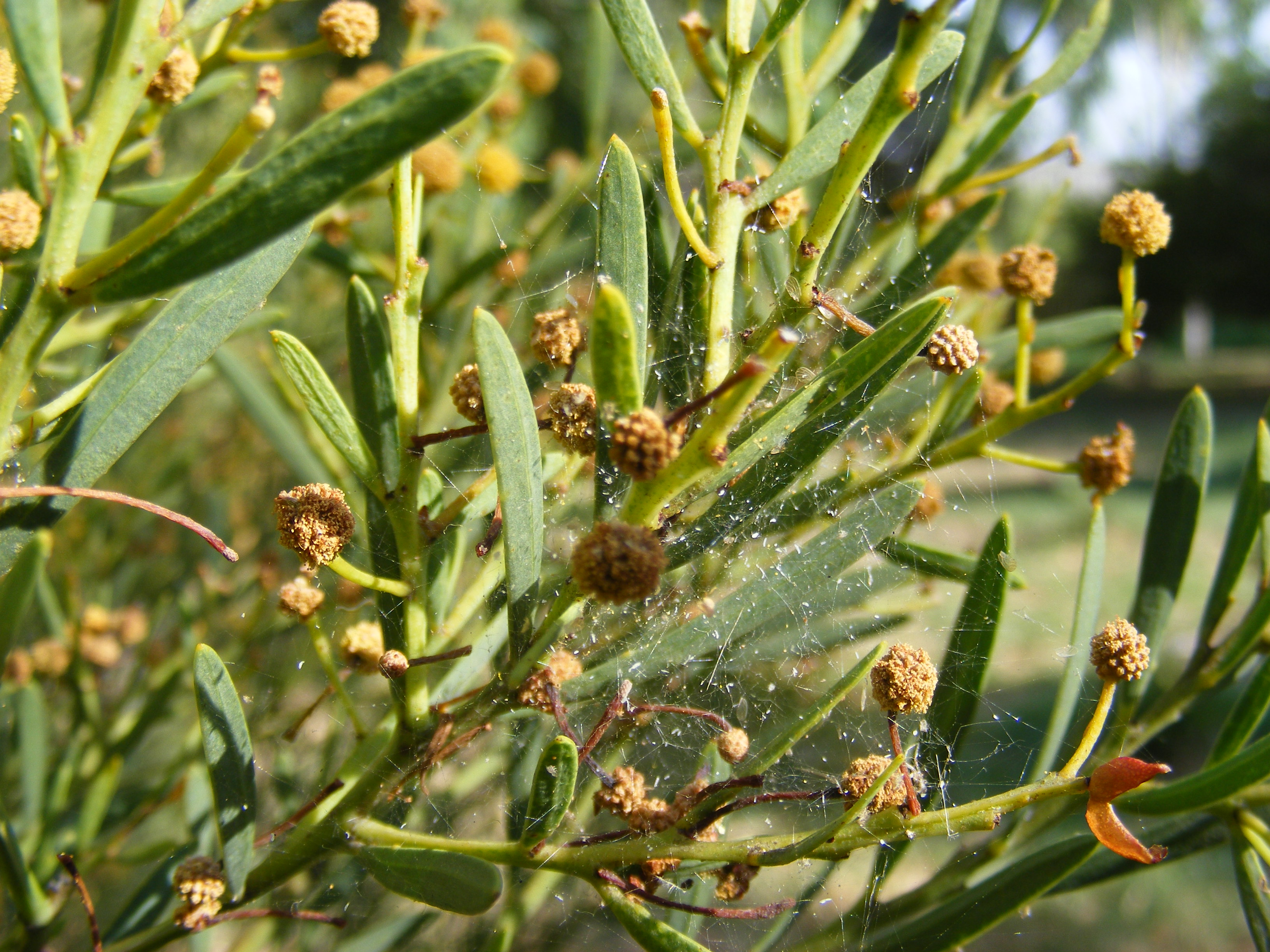
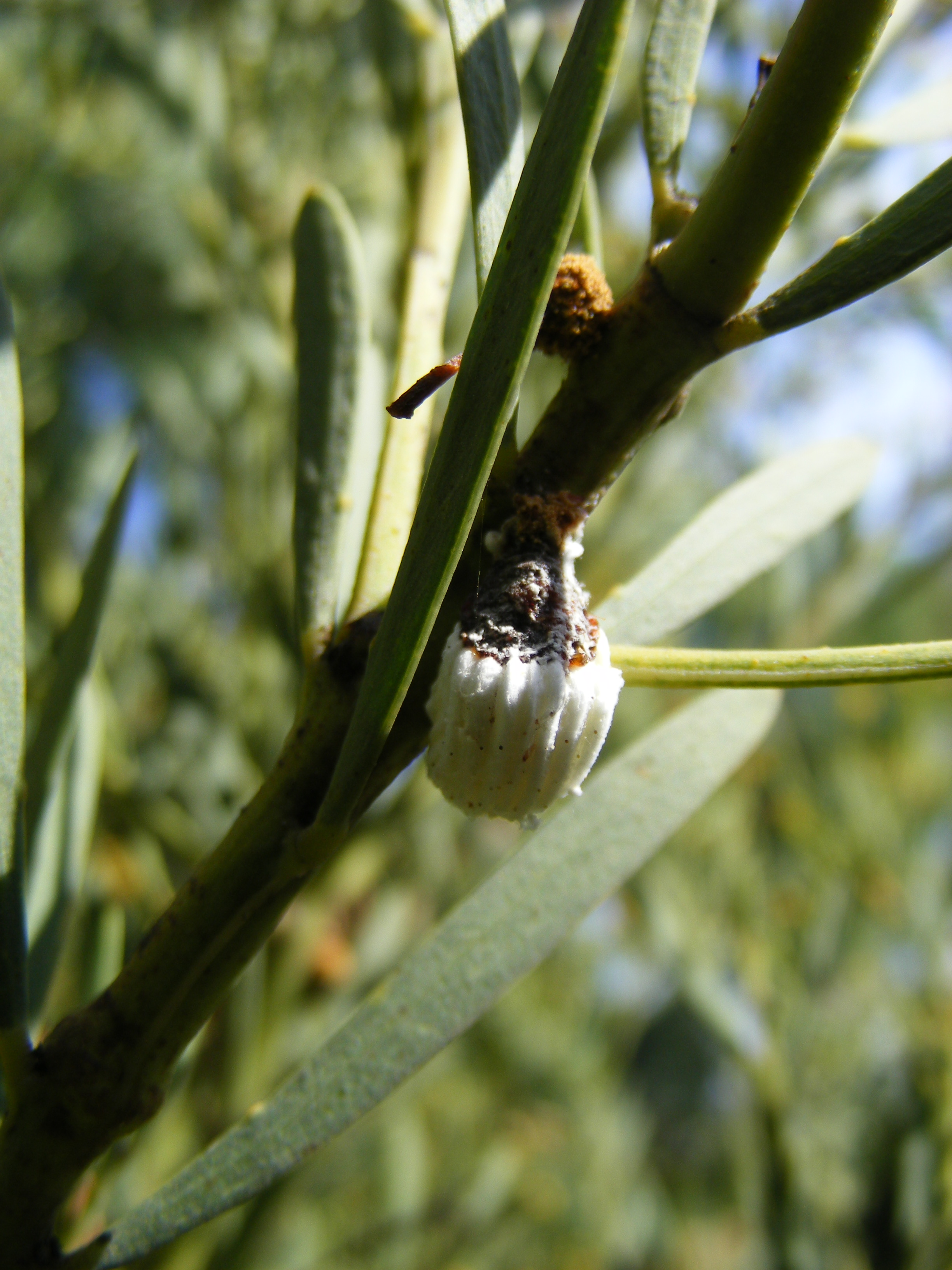